# Ильяшевич, Иван Никифорович
Иван Никифорович Ильяшевич (20 января 1910 — 13 мая 1999 — Почётный гражданин города Дзержинска, заслуженный лесовод РСФСР.

## Биография
Родился в 1910 году. В 1926 году шестнадцатилетний Иван Никифорович Ильяшевич, имея на руках удостоверение выпускника Валдайского детского дома и 5 рублей 40 копеек пособия, устроился на должность тапёра в Валдайский народный дом. В народном доме находилась средняя школа, в которую он поступил и которую успешно окончил.
Потом работал секретарём исполкома, милиционером. Ивану Никифоровичу было 22 года, когда он нашёл дело своей жизни. Случай свел Ивана Никифоровича с интереснейшим человеком — лесоводом в Валдайской губернии Григорьевым Михаилом Ефремовичем. С тех пор И.Н. Ильяшевич просто заболел лесом. «Лес — это загадка, которую надо разгадывать всю жизнь», — говорил Ильяшевич. С этого момента его жизнь была посвящена именно этому.
В 1933 году, закончив краткосрочные курсы, Иван Никифорович получает должность заведующего лесоучастком.
31 августа 1941 года И. Н. Ильяшевич был призван в действующую армию. Попал под Москву, в службу связи. Но в боях непосредственно не участвовал.
В сентябре 1942 был отозван из армии. Как специалиста лесного дела, его направляют в глубокий тыл для выполнения государственного задания: организовать отбор и заготовку авиационной древесины в заволжских лесах. Так Иван Никифорович попадает в Нижегородский край, в Михайловское лесничество Воротынского района.
Кончилась война. Труд людей перестраивался на мирный лад.Осенью 1945 года в должности директора лесничества Иван Никифорович едет в Большемурашкинский район Нижегородской области поднимать запущенное лесное хозяйство. Пять лет прослужил он директором лесхоза в Большом Мурашкине и оставил после себя добрую память: шесть питомников, из которых сейчас выросли леса на площади в тысячу гектаров, в зелёное убранство оделись улицы районного центра.
С 1951 по 1952 год Ильяшевич работал в Бутурлине Нижегородской области.
С 1952 года Ильяшевич работает лесником в городе Дзержинске. Вокруг города к этому времени были сведены все лесные насаждения — город оставался открытым для любых стихий: летом — песчаных бурь, а зимой — снежных заносов.
Под руководством Ильяшевича лесоводы берутся за создание питомников и добиваются высоких результатов. За четыре года было опробовано 56 вариантов выращивания двухлетних сеянцев. С раннего утра до позднего вечера трудился Иван Никифорович, ведь вырастить сосенку на песчаных почвах очень сложно. По его технике потом многие лесничие стали сажать сеянцы ивы поперек напора ветра, чтобы прикрыть нежные сосенки и защитить от песчаных заносов.
Так постепенно стали восстанавливаться леса вокруг Дзержинска — было посажено более 30 миллионов деревьев.
Мечта Ивана Никифоровича — сделать в городе сад-дендрарий, открыть его для посещения людей. И он смог осуществить её: на неплодородной почве выращены более 300 пород различных деревьев и кустарников, прежде не живших здесь (акация амурская, барбарис, вяз туркестанский, жимолость канадская).
В Дзержинске существует аллея, имеющая народное название Аллея Ильяшевича — от площади Дзержинского до улицы Клюквина. На узенькой полоске городской земли уживаются 500 деревьев и кустарников 35-ти пород. Здесь все деревья и кустарники собраны так, что увядают не одновременно, а по очереди.
Иван Никифорович сам вывел породу ивняка. Ивы Ильяшевича вырастали тонкими, длинными, гибкими. Из них плели корзины, которые славились по всей стране. Специалисты по корзиноплетению со всей России приезжали в Дзержинский лесхоз к Ивану
Никифоровичу перенять опыт. Саженцы Ильяшевича пользовались спросом у специалистов со всей России. Свыше 1000 публикаций в различных печатных изданиях напечатал И. Н. Ильяшевич за свою жизнь.
Умер 13 мая 1999 года.

## Награды
- В августе 1961 года по ходатайству Дзержинского горисполкома И. Н. Ильяшевичу первому в РСФСР присваивается звание «Заслуженный лесовод РСФСР»[5].
- В 1966 году награждён орденом Трудового Красного Знамени[6].
- Четырежды награждён медалями ВДНХ.
- В 1995 году И.Н. Ильяшевич ему было присвоено звание почетного гражданина города Дзержинска[4].